# Mario Stoppani
Mario Stoppani (Lovere, 24 maggio 1895 – Lago d'Iseo, 20 settembre 1959) è stato un aviatore italiano.
Fu tra gli assi dell'aviazione italiana nella prima guerra mondiale, grande pilota collaudatore e trasvolatore.

## Biografia
Nella prima guerra mondiale fu assegnato nel 1915 alla 3ª Squadriglia per l'artiglieria come Caporale iniziando a volare sul pericoloso Macchi Parasol dove viene insignito della Medaglia d'argento al valor militare per il suo comportamento. Dal 25 maggio 1916 è nella 76ª Squadriglia caccia con il grado di Sergente dove riuscirà nel tempo ad abbattere 6 aerei nemici, a bordo di un Neuport Bebè. Queste vittorie lo accreditarono come asso dell'aviazione.
Il 1º giugno 1916 durante un volo di scorta a 2 Voisin III in ricognizione su Voghersca, Voissizza e Temenizza egli avvista un idrovolante a sud del golfo di Sistiana e lo attacca, ma deve lasciare dopo sette colpi per inceppamento della mitragliatrice.
Il 9 luglio successivo condivide una vittoria su Aisovizza con Luigi Olivari della 70ª Squadriglia caccia ed il Serg. Otello Venchiarutti sempre della 76ª Squadriglia.
Il 18 luglio Stoppani ottiene la sua prima vittoria da solo su Ni.11 a Monte San Marco di Gorizia sparandogli contro l'intero caricatore della Lewis (mitragliatrice) e mentre ricaricava l'arma l'aereo imperiale rientra nelle sue linee con una brusca picchiata.
Il 6 agosto egli era di scorta ai bombardieri Caproni che dovevano attaccare la stazione di Opicina quando si accorge di 2 idrovolanti austriaci che volevano attaccare le navi italiane da guerra fra Grado (Italia) e Capodistria. Stoppani li attacca dalla sua superiore quota inseguendoli fino a Muggia dove questi ammarano consentendogli di continuare la scorta.
L'11 ottobre, dopo la segnalazione di bombardieri nemici era in pattugliamento sopra Lucinico ed abbatte l'Hansa-Brandenburg C.I 61.72 vicino a Biglia (Merna-Castagnevizza), ferendo il mitragliere korporal Gustav Weiser della Flik 4 che riesce a tornare nelle proprie linee, in condivisione con il Tenente Luigi Olivi della 76ª.
Il 31 ottobre viene abbattuto dai Nieuport 11 del caporale Anselmo Caselli e dal sergente Arrigo Rossi della 70ª Squadriglia con il Sergente Stoppani ed il Serg. Giuseppe Tesei della 77ª Squadriglia aeroplani l'Hansa-Brandenburg C.I del Zgsf Gustav Resch e dell'Oblt Franz Cik della Flik 12 su Nad Logem (vicino al Monte San Michele).
Il 14 febbraio 1917 egli viene trasferito alla Direzione tecnica.
Al termine del primo conflitto mondiale venne assunto presso la Società Ansaldo come pilota collaudatore. In questa veste portò in volo il primo esemplare dello SVA 5, famoso in seguito per il volantinaggio su Vienna di Gabriele D'Annunzio. Il 12 maggio 1919 Mario Stoppani con uno Ansaldo SVA 5 insieme a Giuseppe Grassa con uno Ansaldo S.V.A.9,  partono da Torino e, in quattro ore, raggiungono Barcellona, in tempo per l’inaugurazione dell’Esposizione mondiale dell'aeronautica.
Successivamente è impegnato presso la scuola idrovolanti come istruttore di volo e qualche anno dopo ai "Cantieri Riuniti dell'Adriatico" CRDA di Monfalcone, dove iniziò un'intensa collaborazione con l'ingegnere Filippo Zappata.
Presso i CRDA fu collaudatore dei seguenti apparecchi: CANT Z.501, Z.504, Z.506, Z.506B, Z.508, Z.509, Z.511, Z.516, Z.1007, Z.1018 Leone, Z.1012.

## Record
- 18 ottobre 1934: Batte il record mondiale di distanza senza scalo per idrovolanti, volando da Monfalcone a Massaua su Cant Z 501
- 16 luglio 1935: Riconquista il record mondiale di distanza senza scalo per idrovolanti, volando da Monfalcone a Berbera su Cant Z 501
- 7 luglio 1936: Mario Stoppani e A.Novelli, su Cant Z 506 I-CANT conquistano otto primati internazionali
- 29 novembre 1936: Mario Stoppani e Vincenzo Baldini con il Cant Z 506 I-CANT battono il primato mondiale di altezza con carico per idrovolanti, portando un carico di 2000 kg a 7831 metri.

## Onorificenze
La medaglia gli fu conferita per aver eseguito, il 28 e 29 dicembre 1937, un rapido volo senza scalo di 7.013 chilometri da Cadice (Spagna) a Caravelas (Brasile).